# Otto Heinrich Warburg
Otto Heinrich Warburg (Freiburg, 1883. október 8. – Berlin, 1970. augusztus 1.) német biokémikus. A sejtlégzés terén elért kiemelkedő munkájáért 1931-ben megkapta a fiziológiai és orvostudományi Nobel-díjat.

## Tanulmányai
Emil Gabriel Warburg és Elizabeth Gaertner gyermekeként született. Apja (akinek ősei Németországba költözött bolognai zsidók voltak, de ő áttért az evangélikus hitre) neves fizikus volt, 1896-ban megkapta a berlini Frigyes Vilmos (ma Humboldt) Egyetem fizikai tanszékének vezetését és később a Fizikai Intézet elnöke és tényleges titkos tanácsos lett. A kor híres németországi tudósai (Albert Einstein, Max Planck, Emil Fischer és Walther Nernst) gyakori vacsoravendégek voltak náluk. Anyai ágon régi tisztviselő- és katonacsaládból származott, anyai nagybátyja tábornokként esett el az első világháborúban.
Otto a középiskolát a humán irányultságú Friedrichswerdersches Gymnasiumban végezte. 1901-ben beiratkozott a Freiburgi Egyetemre, de két évvel később átváltott a Frigyes Vilmos Egyetemre, ahol Fischernél tanult kémiát és 1906-ban doktori fokozatot szerzett belőle. Ezután a Heidelbergi Egyetemen orvosnak tanult, diplomáját 1911-ben kapta meg.
Első kutatását Fischer irányítása alatt végezte 1903-1906 között: a leucin-etilésztert hasította a hasnyálmirigyból származó emésztőenzimekkel és a reakciótermékek optikai aktivitását vizsgálta. Fischertől tanulta a szigorú, rigorózus munkamódszert: a későbbiekben kísérleteit hússzor (vagy akár százszor) is megismételte, mielőtt publikálta volna eredményeit.
1908 és 1914 között a nápolyi tengerbiológiai állomáson is végzett kutatásokat és megállapította, hogy a tengerisünök megtermékenyített petesejtjeinek oxigénfogyasztása az embrionális fejlődés megindulásával hatszorosára növekszik. Azt is megfigyelte, hogy a sünök egyedfejlődéséhez feltétlenül szükség van vasra. 

## Az első világháborúban
Az első világháborúban a porosz ulánus gárdaezredben szolgált az orosz fronton, megsebesült és kitüntették az 1. osztályú Vaskereszttel. A háború vége felé Einstein levelet írt Warburgnak, hogy térjen vissza a kutatáshoz, a világ sokat veszítene, ha elesne a harcmezőn. Einstein és Warburg később jó barátok lettek. Leszerelése után, 1918-tól Berlin-Dahlemben a Kaiser-Wilhelm-Institut für Biologie (Vilmos császár Biológiai Intézet) munkatársa lett (ahogyan tiszttársai mondták, "visszament tengerisünöket etetni"). Tevékenységét kizárólag a kutatásra korlátozta, nem oktatott, nem vett részt bizottságokban, nem végzett adminisztratív feladatokat.   

## Munkássága

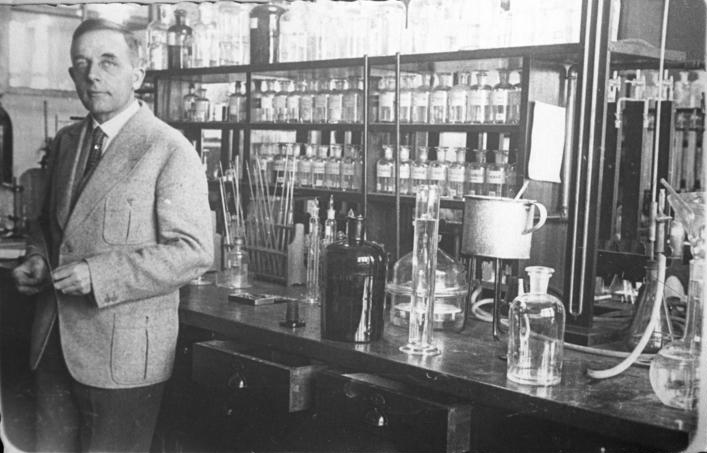
Warburg a laboratóriumban (1931)

Erős fizikai és kémiai hátterének köszönhetően megreformálta a biokémiai kutatások metodológiáját. Bevezette a spektrofotometriát a sejt összetevőinek és az enzimek azonosítására, az elsők között használt mikoranalitikai módszereket, az anyagcsere során felszabaduló gázokat manometriával (nyomásváltozás érzékelésével) detektálta, bevezette a mikoranalitikai módszereket és az enzimek kristályosítását. Munkatársai közül hárman maguk is Nobel-díjat kaptak: Otto Meyerhof, Hans Krebs és Hugo Theorell.
Az 1920-as években a sejtek légzését, energianyerésük módozatait és a fotoszintézist kutatta. Az oxigénfogyasztás nyomon követésével felfedezte a citokrómokat ("légzőenzimeket") és megállapította, hogy vasat tartalmaznak. Kimutatta, hogy a cián és a szén-monoxid leállítja a sejt oxigénfogyasztó, légzési folyamatait. Felfedezte, hogy az oxigénszállító fehérjékben a vas más formában van jelen mint egyéb enzimekben és megmutatta, milyen kémiai mechanizmussal kötik meg a vasionok az oxigént.
Megfigyelte, hogy a fő különbség az egészséges és rákos sejtek anyagcseréje között, hogy az előbbiek oxigénes légzéssel nyerik az energiát, míg a tumorsejtek oxigén nélküli cukorfermentációval (glikolízissel). Ennek alapján Warburg úgy gondolta, hogy a rákot az anyagcsere megváltozása okozza (ún. Warburg-hipotézis). Ma úgy vélik, hogy az anyagcsere-változás másodlagos tünet.
Warburgot 1931-ben kinevezték az egy évvel korábban, a Rockefeller Alapítvány adományából alapított Vilmos császár Sejtélettani Intézet vezetőjévé. Ugyanebben az évben neki ítélték a fiziológiai Nobel-díjat "a légzőenzimek természetének és működési módjának felfedezéséért" (miután az előző években összesen 46-szor jelölték a díjra).
1932-ben felfedezte a dehidrogenációs reakciókat katalizáló flavoproteineket és azt is kiderítette, hogy működésükhöz koenzimre, flavin-adenin-dinukleotidra (FAD) van szükség. A következő évben kimutatta, hogy a retina A-vitamint tartalmaz. 1935-ben felfedezte, hogy az oxidációs-redukciós folyamatokban fontos szerepet játszik a nikotinamid (nikotinamid-adenin-dinukleotid, NAD formájában). 

## A második világháborúban és azután

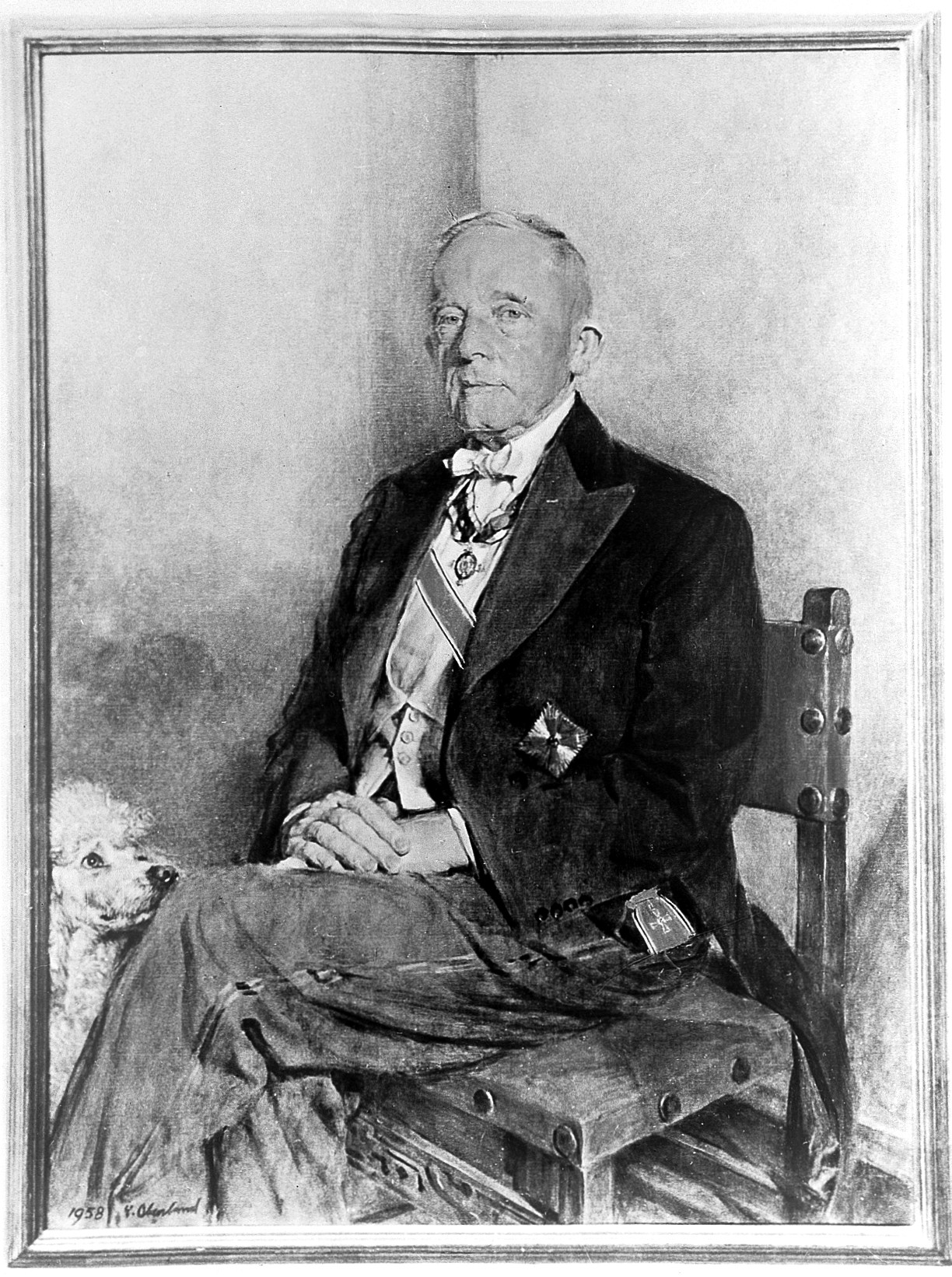
Idős korában

Hitler hatalomra jutása után a félzsidónak minősített Warburg gyanús elemnek számított. Számos sorstársával ellentétben azonban a nácik engedték dolgozni, mert amióta egy polipot eltávolítottak a hangszálairól, Hitler félt a ráktól és támogatta a tumor gyógymódjának kutatását. Az oktatástól azonban eltiltották. Warburg igyekezett alkalmazkodni a politikai viszonyokhoz, nem védte meg zsidó munkatársait és rokonait és elutasította a Rockefeller Alapítvány ajánlatát arra, hogy költözzön az Egyesült Államokba. 1941-ben egy kritikus megjegyzése után rövid időre elmozdították intézetigazgatói posztjáról, de aztán a Führer utasítására visszakapta állását.
1944-ben Szent-Györgyi Albert második Nobel-díjra is jelölte Warburgot a flavin és nikotinamid szerepének felfedezéséért, de nem nyerte el a díjat.
A háború vége felé a fokozódó légitámadások miatt intézetét Berlin egyik külvárosába menekítette, ahonnan 1950-ben költözött át egy új épületbe. Itt dolgozott egészen haláláig. A fáradhatatlan Warburgot felmentették a nyugdíjkorhatár követelménye alól. Mivel elmélete szerint a sejtek anyagcseréjét sokféle vegyszer megváltoztathatja, ami tumorhoz vezet, Warburg tartózkodott a dohányfüsttől és igyekezett távoltartani magát a kemikáliáktól, például csak vegyszermentesen termesztett búzából készített kenyeret evett. Egy 1966-os előadásában azt javasolta, hogy a rák megelőzésére és kezelésére az ételt a légzőenzimek aktív csoportjaival (vassal, B-vitaminokkal) kell dúsítani.   

## Elismerései
- 1918 – Vaskereszt 1. osztály

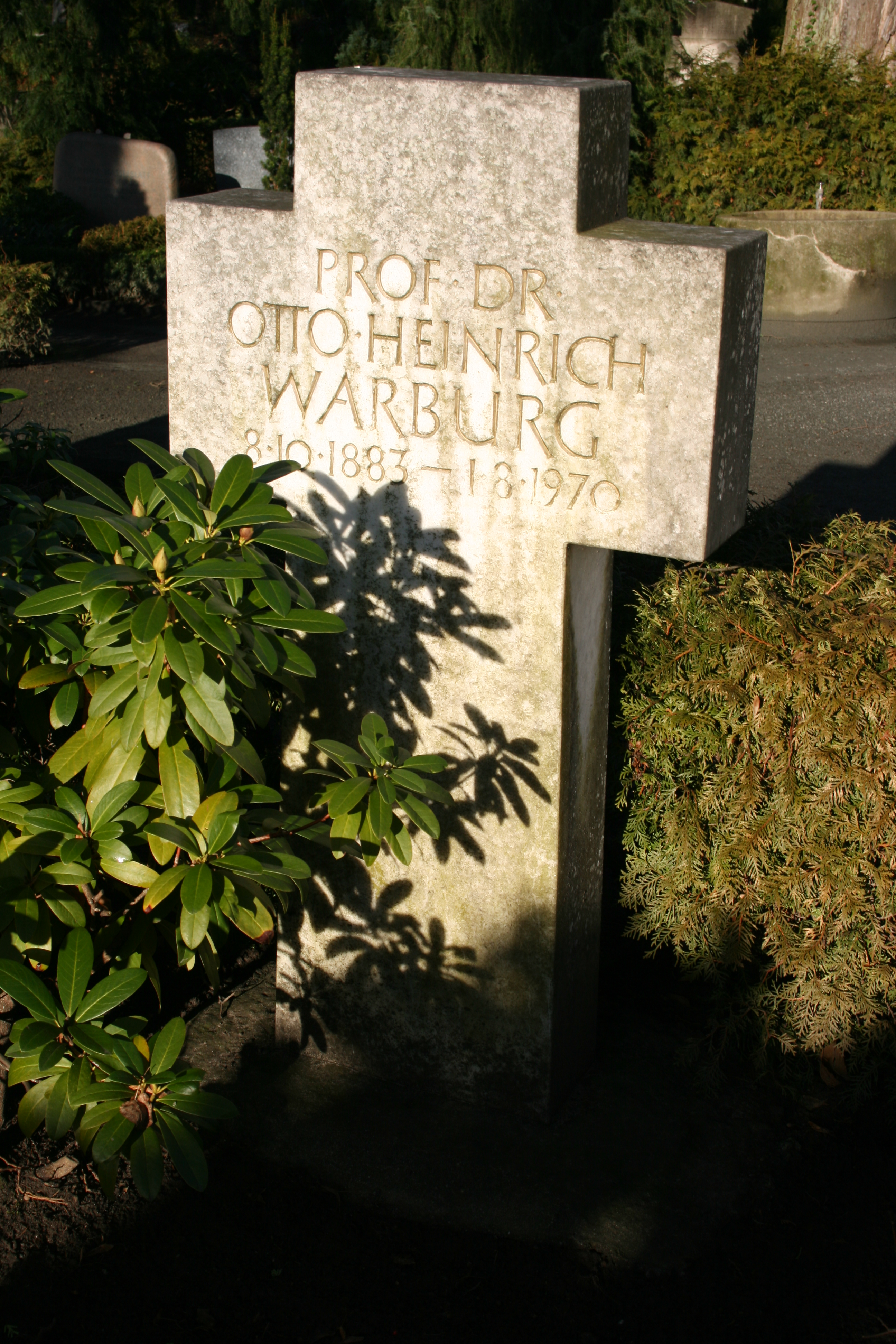
Otto Warburg sírja

- 1931 – fiziológiai és orvostudományi Nobel-díj
- 1952 – Pour le Mérite
- 1962 – Paul Ehrlich és Ludwig Darmstaedter-díj
- 1963 – a Max Planck Társaság Harnack-érme

1934-től levelező tagja volt a brit Royal Society-nek. 1963-ban a Német Biokémiai és Molekuláris Biológiai Társaság megalapította az Otto Warburg-érmet.

## Személyisége
Warburg soha nem nősült meg, minden idejét kitöltötte a munkája. 1918-tól kezdve haláláig barátjával, Jacob Heiss-szel együtt lakott berlin-dahlemi villájában. Szerette a lovakat és a kutyákat, sokat sétált és vitorlázott, de az egykori ulánustiszt elsődleges sportja a lovaglás maradt. Minden reggel egy órányit lovagolt, ekkor gondolta át a napi teendőit és kísérleteit.
Otto Warburg 1970. augusztus 1-én halt meg Nyugat-Berlinben, 86 éves korában.